# هرول ینسون
هرول ینسون (دانمارکی: Herold Jansson; ۱۳ نوامبر ۱۸۹۹ – ۲۳ آوریل ۱۹۶۵) شیرجه‌رو و ژیمناست هنری اهل دانمارک بود.